# Bandeira de São Pedro e Miquelão

Bandeira oficial de São Pedro e Miquelão

Bandeira local não oficial de São Pedro e Miquelão

A bandeira oficial de São Pedro e Miquelão é a bandeira da França. Porém, existe uma bandeira usada localmente que mostra um navio dourado que representa o navio Grande Hermine. Foi neste navio que Jacques Cartier chegou à Ilha de São Pedro, em 15 de junho de 1535.

## Historia
A bandeira é azul com um navio amarelo, que trouxe Jacques Cartier a São Pedro em 15 de junho de 1536. Três campos quadrados colocados ao longo da talha representam a origem da maioria dos habitantes das ilhas, bascos, bretões e normandos. A bandeira foi provavelmente desenhada pelo empresário André Paturel. Apesar de não ser utilizada oficialmente, a bandeira ainda é comum no território, sendo hasteada ao lado do tricolor francês em frente a prédios do governo e até mesmo em residências particulares.